# Croton cathartique
Croton tiglium
Espèce
Classification APG III (2009)
Le Croton cathartique (Croton tiglium) est une espèce de plantes à fleurs de la famille des Euphorbiaceae. C'est un arbuste ou un petit arbre originaire des régions tropicales et subtropicales d'Asie.
Autres noms communs : Vrai croton, bois de Moluques, bois de Pavane.

## Description
Le Croton cathartique mesure généralement de 5 à 7 m, mais peut parfois atteindre 12 m de haut. Ses feuilles alternes, de 7 à 17 cm de long, de couleur vert métallique, orange ou bronze, sont ovées, acuminées et à peine dentelées, glabres sur le dessus avec quelques poils étoilés sur la face inférieure. Le pétiole mesure environ 4 cm. La plante est monoïque : les fleurs femelles se retrouvent sur la partie inférieure du racème tandis que les fleurs mâles sont au sommet. Les fleurs mâles sont composées de cinq sépales, chacun muni d'une glande jaune, cinq pétales et 10 à 20 étamines. L'ovaire de la fleur femelle, couvert de poils étoilés, porte trois pistils grêles, chacun se divisant en deux longs stigmates filiformes.  Le fruit est une capsule à trois loges, chaque loge contenant une seule graine de couleur orangée.

## Aire de répartition
Chine, Japon, Asie du Sud-Est, Moluques, sous-continent indien.

## Utilisation
Le Croton cathartique est cultivé comme arbre d'ornement. 
C'est aussi une plante médicinale. Les feuilles séchées sont utilisées comme purgatif.
Des études phytochimiques montrent que les principaux métabolites secondaires de C. tiglium sont des diterpénoïdes triglianes. 
La plante contient aussi l'alcaloïde crotonine qui est un analgésique.
L'écorce est une source de tannin.
Les graines sont extrêmement toxiques : deux ou trois suffisent à causer la mort. Elle contiennent de la crotine, une toxalbumine qui est proche de la ricine de Ricinus communis et de la curcine de Jatropha curcas (les genres Jatropha et Ricinus appartiennent comme le genre Croton à la famille des euphorbiacées).  Ces graines sont utilisées pour stupéfier les poissons. On extrait de ces graines un insecticide efficace et l'huile qu'on en tire est un purgatif drastique.

## Synonymes
- Kurkas tiglium (L.) Raf.
- Tiglium officinale Klotzsch
- Oxydectes tiglium (L.) Kuntze
- Croton officinalis (Klotzsch) Alston
- Croton acutus Thunb.
- Croton arboreus Shecut
- Croton jamalgota Buch.-Ham.
- Croton camaza Perr.
- Croton pavana Buch.-Ham.
- Halecus verus Raf.
- Croton muricatus Blanco (nom illégitime)
- Croton birmanicus Müll.Arg.
- Oxydectes birmanica (Müll.Arg.) Kuntze
- Oxydectes blancoana Kuntze
- Oxydectes pavana (Buch.-Ham.) Kuntze
- Croton himalaicus D.G.Long

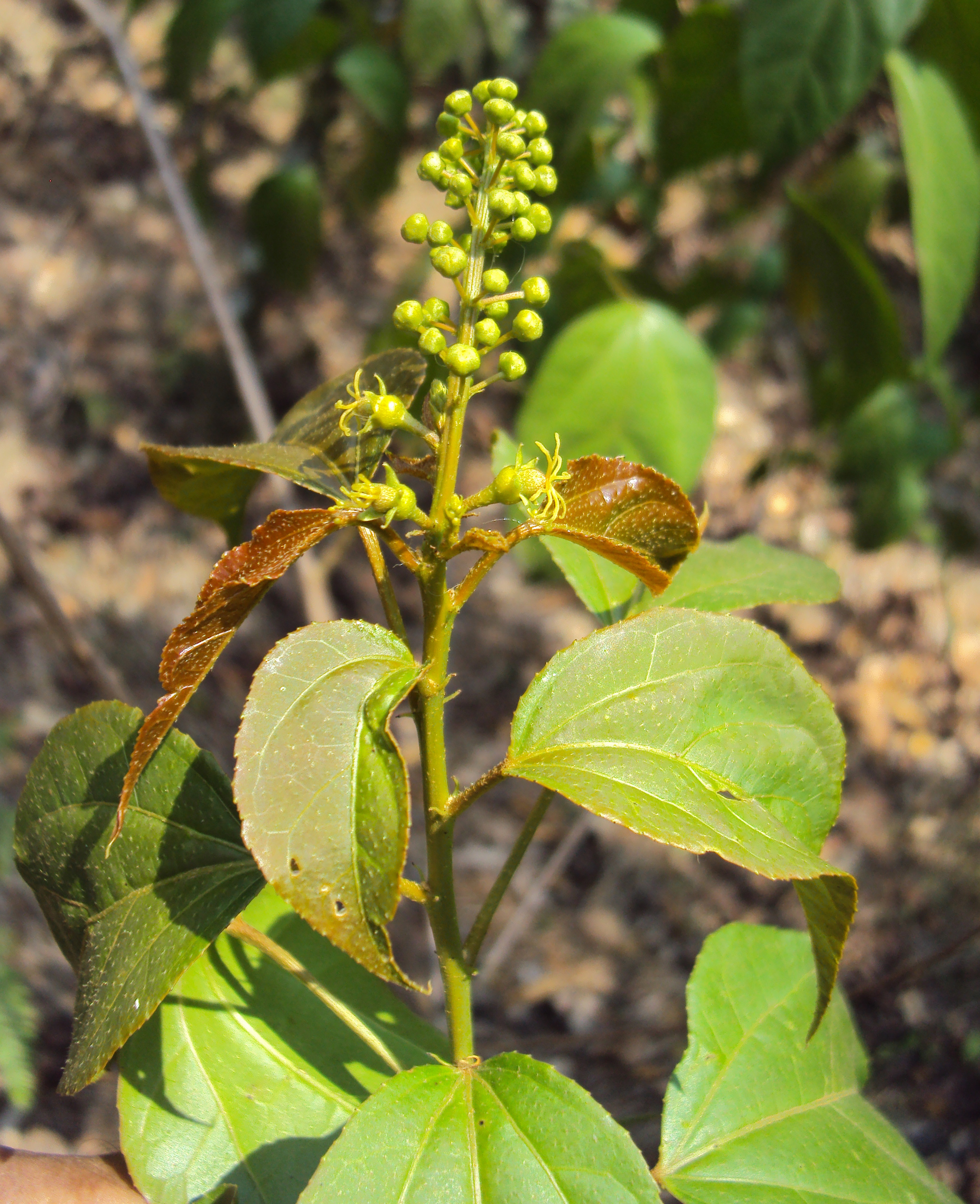
Inflorescence
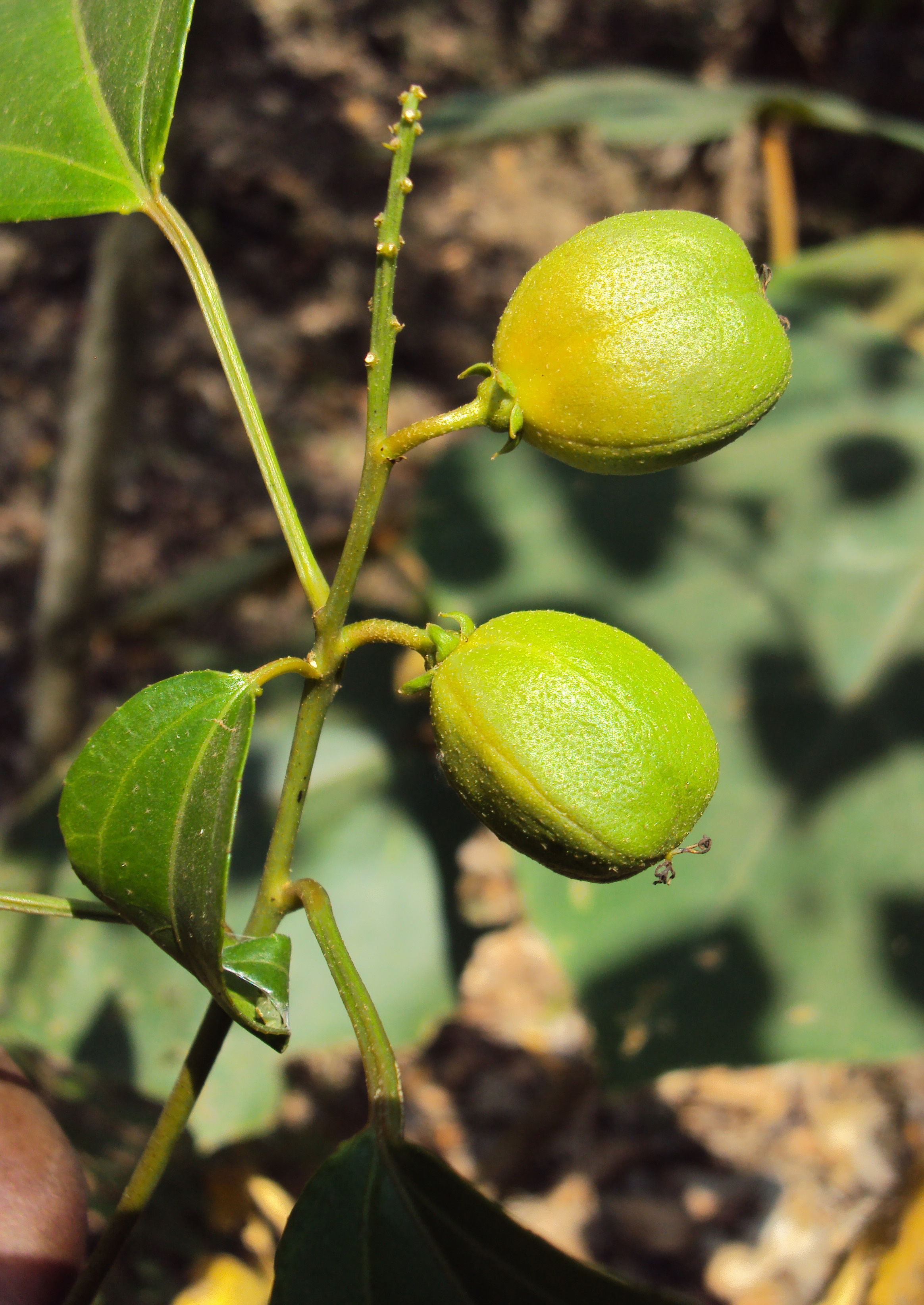
Fruits

## Dans les œuvres de fiction
Dans le film Retour à la 36e chambre (Liu Chia-liang, 1980), le héros Chu Jen-chieh achète du croton (巴豆) à la pharmacie pour ses qualités purgatives, afin de pousser un moine à abandonner la charge qu'il transporte et prendre sa place.